# Modicoides royi
Modicoides royi är en insektsart som först beskrevs av Lucien Chopard 1954.  Modicoides royi ingår i släktet Modicoides och familjen syrsor. Inga underarter finns listade i Catalogue of Life.